# ستيفان يانكوفيتش (كرة يد)
ستيفان يانكوفيتش مواليد 20 أغسطس 1992 في بانيا لوكا، جمهورية البوسنة والهرسك، هو لاعب كرة يد بوسني يلعب كوسط مدافع. مثل منتخب البوسنة والهرسك لكرة اليد.

## سجل المنافسة
شارك في البطولات التالية:
- بطولة العالم لكرة اليد للرجال 2015